# Giacomo Rust
Giacomo Rust oder Rusti (* 1741 in Rom; † 1786 in Barcelona) war ein italienischer Komponist, vermutlich deutscher Abstammung.
Über Rusts musikalische Ausbildung ist nichts bekannt. Zwischen 1763 und 1777 war er in Venedig aktiv, wo er 1763 mit dem „dramma giocoso per musica“ La contadina in corte sein Debüt als Opernkomponist gab. Gleichfalls in Venedig folgten Aufführungen weiterer zwölf Werke von Rust.
In dieser Zeit erlangte er als Opernkomponist nicht nur in Italien, sondern auch im Ausland hohe Anerkennung, so dass er in den Dienst des Erzbischofs von Salzburg berufen wurde. Am 12. Juni 1777 wurde er zum Chorleiter am Salzburger Hof ernannt, den er wegen plötzlicher gesundheitlicher Probleme gegen Ende des Jahres verlassen musste. Kurz nachdem er nach Venedig zurückgekehrt war, um seine Aktivitäten als Opernkomponist fortzusetzen, ließ er sich 1783 dauerhaft in Barcelona nieder, wo er die Position des Direktors der Domkapelle übernahm.

## Opern

L’isola capricciosa. Titelblatt des Librettos, Venedig 1780

- La contadina in corte (dramma giocoso per musica, Libretto: Niccolò Tassi, 1763, Venedig)
- La finta semplice (dramma giocoso per musica, Libretto: Pasquale Mililotti, 1772, Bologna)
- L’idolo cinese (dramma giocoso per musica, Libretto: Giovanni Battista Lorenzi, 1773, Venedig)
- Il conte Baccellone (dramma giocoso per musica, Libretto: Marco Coltellini, nach La contessina von Carlo Goldoni, 1774, Venedig)
- I cavalieri lunatici (farsa, 1774, Venedig)
- L’amor bizzarro (dramma giocoso per musica, Libretto: Giovanni Bertati, 1775, Venedig)
- Li due amanti in inganno (erster und dritter Akt; dramma giocoso per musica, zusammen mit Matteo Rauzzini (zweiter Akt), 1775, Venedig)
- Alessandro nell’Indie (dramma per musica, Libretto: Pietro Metastasio, 1775, Venedig)
- Il baron in terra asciuta (dramma giocoso per musica, 1775, Venedig)
- Il Socrate immaginario (dramma giocoso per musica, Libretto: Giovanni Battista Lorenzi, 1776, Venedig)
- Calliroe (dramma per musica, Libretto: Mattia Verazi, 1776, Padua)
- Il Giove di Creta (dramma giocoso per musica, 1776, Venedig)
- Li due protetti (dramma giocoso per musica, Libretto: Pier Antonio Bagliacca, 1776, Venedig)
- Il Parnaso confuso (festa teatrale, Libretto: Pietro Metastasio), 1778, Salzburg
- Vologeso re de’ Parti (dramma per musica, Libretto: Apostolo Zeno), 1778 Venedig
- Il talismano (zweiter und dritter Akt; dramma giocoso per musica, zusammen mit Antonio Salieri (erster Akt), Libretto: Carlo Goldoni, 1779, Mailand)
- L’isola capricciosa (dramma giocoso per musica, Libretto: Caterino Mazzolà, 1780, Venedig)
- Gli antiquari in Palmira (commedia per musica, Libretto: Giuseppe Carpani, 1780, Mailand)
- Demofoonte (dramma per musica, Libretto: Pietro Metastasio, 1780, Florenz)
- Il castellano deluso (1781, Parma)
- Artaserse (dramma per musica, Libretto: Pietro Metastasio, 1781, Perugia)
- Adriano in Siria (dramma per musica, Libretto: Pietro Metastasio, 1781, Teatro Regio di Torino mit Pietro Benedetti)
- L’incognita fortunata (farsa, Libretto: G. Ciliberti, 1782, Neapel)
- L’incontri inaspettati (1783, Rom)
- La caccia d’Enrico IV (dramma giocoso per musica, Libretto: A. Dian, 1783, Venedig)
- Il marito indolente (dramma giocoso per musica, libretto Caterino Mazzolà, 1784, Wien)
- Berenice (dramma per musica, Libretto: Jacopo Durandi, 1786, Parma)